# Listerine
Listerine è un marchio statunitense di prodotti per l'igiene orale distribuito dalla Johnson & Johnson, specializzato nella produzione di collutori. Il marchio, creato nel 1879, è oggi disponibile in oltre 60 paesi, ed è uno dei principali marchi nel settore per volume di vendite.

## Storia
Il Listerine venne formulato per la prima volta a St. Louis nel 1879 dal Dottor Joseph Joshua Lawrence in un vecchio deposito di sigari riadattato a fabbrica chimica. Successivamente fu il farmacista Jordan Wheat Lambert, a riconoscerne il potenziale commerciale tanto da venire proposta non solo come disinfettante per procedure chirurgiche ma come antisettico per usi diversi.

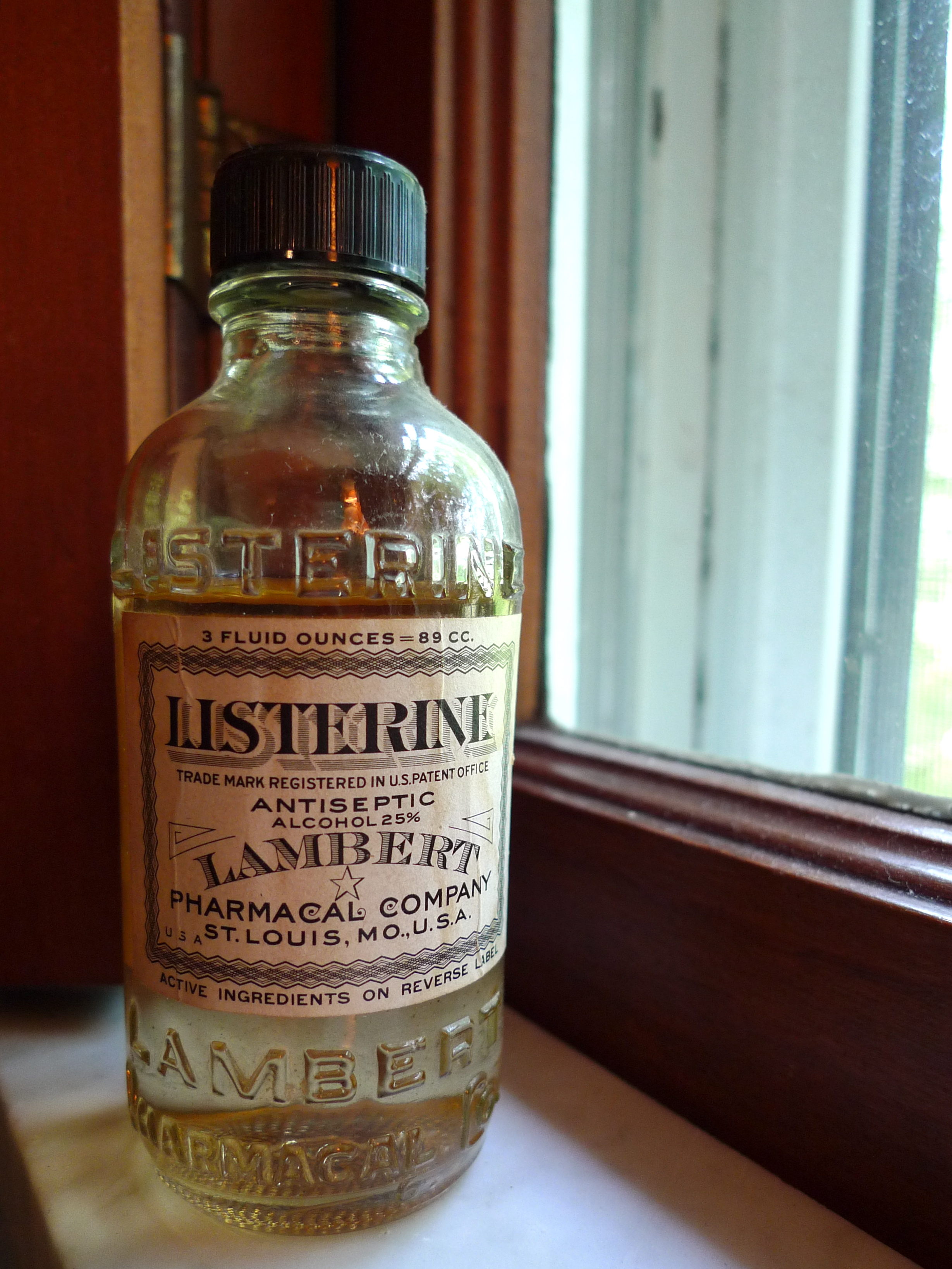
una Bottiglia di listerine negli anni '20

Lambert cominciò a distribuirla dal 1881, e tre anni dopo, nel 1884,  fondò l'azienda farmaceutica Lambert Pharmacal Company per promuovere e distribuire il prodotto nella comunità medica; nel 1885 il dottor Lawrence vendette definitivamente la formula all'azienda. Successivamente, il suo utilizzo venne ampliato ad antisettico multiuso, utile fra le altre cose per la pulizia degli ambienti, contro la gonorrea, e per l'igiene orale; nel 1895 estese la distribuzione alla comunità dentistica americana, promuovendolo come potente antisettico orale. Il prodotto riscosse un grande successo e nel 1914 divenne un prodotto da banco distribuito nelle farmacie su tutto il territorio statunitense.
Negli anni venti l'azienda passò nelle mani del figlio di Jordan Lambert, Gerard; per un breve periodo, nel 1927, l'azienda tentò la produzione di sigarette.

Nel 1955 l'azienda venne fusa con la  Warner-Hudnut di Filadelfia, dando origine alla Warner-Lambert Pharmaceutical Company.
All'inizio degli anni ottanta, il marchio perse appetibilità nei confronti del mercato, sebbene nel 1987 fu il primo collutorio da banco a guadagnare il sigillo d'approvazione dell'American Dental Association; negli anni novanta cercarono di rinnovare l'immagine del marchio: rinnovarono le campagne promozionali, ristudiarono il packaging e introdussero nuove varianti.
Nel 2000 la Pfizer acquistò l'azienda; sei anni dopo, nel dicembre del 2006, il marchio passerà alla Johnson & Johnson.

## Marchio
Il nome "Listerine" deriva dal medico inglese Joseph Lister, pioniere dell'antisepsi.
Il Listerine venne distribuito in bottigliette di vetro con un'etichetta bianca con il nome in nero; negli anni venti vennero ridisegnate dall'artista Maximilian Fyscher in stile decò, design che verrà mantenuto pressoché invariato sino al 1994, quando vennero proposte le bottigliette in plastica trasparente. Dal 1914 al 1984 le confezioni venivano presentate in tubi di cartone cilindrico.
Oggi il Listerine è distribuito in bottigliette di plastica trasparente con tappo con chiusura di sicurezza e con capacità 95, 250, 400, 500, 600 e 1000 ml.
Il marchio Listerine è stato coinvolto nel 1992 nel primo caso noto di disease-mongering.

## Prodotto
Il Listerine originale (Listerine Original), è un liquido di color ambrato e dal sapore neutro-alcolico. La formulazione prevede oli essenziali (mentolo 0,042%, timolo 0.064%, eucaliptolo 0,092% e metil salicilato 0,06%) ed etanolo al 26,9 %.
Dagli anni novanta l'azienda ha cominciato a distribuire dei collutori dal gusto alternativo e dal contenuto alcolico ridotto al 21,6 %. Negli anni 2000 la produzione si è ampliata a collutori, strisce e dentifrici per lo sbiancamento dentale, collutori senza alcol e collutori per bambini.

## Varianti
- Listerine Coolmint (1992) - Collutorio aromatizzato alla menta fresca di colore azzurro intenso.
- Listerine Fresh Burst (1995) - Collutorio aromatizzato alla mentastro verde di colore verde intenso.
- Listerine Fresh Citrus (2003) - Collutorio aromatizzato agli agrumi di colore arancione.
- Listerine Teeth & Gum (2005) - Collutorio con aggiunta di fluoruro, aromatizzato alla menta e di colore verde.
- Listerine Vanilla Mint (2006-2011) - Collutorio aromatizzato alla vaniglia, di colore verde sbiadito.

## Cultura di massa
Nel linguaggio comune il termine "Listerine" viene utilizzato, oltre che per il prodotto stesso, anche per indicare un drink alcolico dal gusto cattivo per il sapore di menta e sentore alcolico forti. Nello slang cockney viene inoltre utilizzato come sinonimo di antiamericano.

Nel film del 2004 Alfie, Susan importa dell'assenzio illegalmente versandolo dentro delle bottigliette di Listerine